# Прелюдия к космосу
«Прелюдия к космосу» (англ. Prelude to Space) — научно-фантастический роман Артура Кларка, написанный в 1947 году. Впервые опубликован в 1951 году, когда появился на страницах журнала Galaxy Science Fiction. Британские читатели получили отдельное издание в 1953 году, на следующий год в США роман вышел в твёрдом переплёте от издательства «Gnome Press» и в мягкой обложке от «Ballantine Books». Русский перевод был опубликован в 2009 году.

## Сюжет
В романе рассказывается о вымышленных событиях, предшествовавших запуску «Прометея», первого в мире космического корабля, способного достичь Луны. Главный герой, американский историк Дирк Алексон, прибывает в Лондон с поручением написать официальную историю первой лунной миссии. Практически весь сюжет состоит из того, что учёные, инженеры и руководители «Британского межпланетного общества» показывают доктору Алексону детали запланированной миссии и используемые технологии. Так как повествование ведётся с точки зрения «гуманитария», не подкованного в технических деталях, все описания технической стороны довольно просты для неподготовленного читателя, уделяется внимание также общим вопросам роли космоса в будущем человечества.

## Проект «Прометей»
«Прометей» состоит из двух компонентов, названных Альфа и Бета. Альфа — настоящий космический корабль, предназначенный для путешествия с орбиты Земли до Луны и обратно. Она не способна к самостоятельному полёту в атмосфере. Бета использует ядерный двигатель, который забирает воздушные потоки и создаёт благодаря им реактивную тягу. Именно она доставляет Альфу на орбиту. Таким образом, Бета эффективна со своим прямоточным двигателем в нижних слоях атмосферы и запускается с помощью восьмикилометровой взлётной полосы. Полёт на Луну происходит следующим образом: Бета доставляет Альфу на орбиту; Альфа отделяется от Беты и заправляется из танков, ранее запущенных на орбиту с помощью Беты; Альфа летит и садится на Луну, в то время как Бета ждёт её на орбите Земли; Альфа возвращается на околоземную орбиту и экипаж возвращается на Землю на борту Беты, Альфа же остаётся на орбите в ожидании следующего рейса.
Прелюдия была написана до осуществления миссии «Аполлон» и должна была показать реалистичность полёта на Луну в ближайшей перспективе. Кларк написал новое предисловие в 1976 году, в котором он признаёт, что у него были пропагандистские цели при написании Прелюдии — он был влиятельным членом Британского межпланетного общества в то время, когда идея развивать космонавтику была не очень популярной.
Все технологии, представленные в романе, в принципе возможны, хотя ядерные двигатели для воздушных и космических полетов никогда не были реально разработаны, за исключением опытных образцов.

## Приём
Рецензент Грофф Конклин охарактеризовал Прелюдию как «великолепную книгу». Редакторы Энтони Бучер и Фрэнсис Маккомас высоко оценили роман, сказав, что Кларк работает с научными деталями «с таким чувствительным поэтическим восприятием, что это простое фактографическое повествование становится более захватывающим, чем самая искусно построенная галактическая эпопея.». Критик Питер Миллер также отозвался о книге благосклонно, указывая на «документальное качество» и «множество поэтических отрывков» как отличительные признаки работ Кларка.